# ホット・ショット (映画)
『ホット・ショット』（原題: Hot Shots!）は、1991年にアメリカ合衆国で製作・公開されたコメディ映画。

## ストーリー
20年前、バズとメイルマンの乗る戦闘機がバズの無謀な操縦が原因で故障。二人は脱出を試みるもメイルマンの脱出装置が作動せず、バズは彼を置き去りにする形で脱出してしまう。
そして現代。バズの息子であるショーン・"トッパー"・ハーレーはアメリカ海軍に所属する優秀なパイロットだったが、父親に対する負い目と度重なる軍規違反で除隊処分となり、とあるネイティブアメリカンの部落で静かに暮らしていた。ある日、そんなトッパーの元に海軍からの使者が現れ、ある重要な作戦の為に軍への復帰を求められる。トッパーは召集に応じて軍に戻るが、集められたのは一癖も二癖もある連中ばかりだった…

## キャスト
| 役名                     | 俳優                             | 日本語吹替 | 日本語吹替   | 日本語吹替 |
| 役名                     | 俳優                             | ソフト版   | テレビ朝日版 | 機内上映版 |
| ------------------------ | -------------------------------- | ---------- | ------------ | ---------- |
| トッパー・ハーレー       | チャーリー・シーン               | 山寺宏一   | 堀内賢雄     | 池田秀一   |
| ケント・グレゴリー       | ケイリー・エルウィス             | 堀秀行     | 鈴置洋孝     | 江原正士   |
| ラマダ・トンプソン       | ヴァレリア・ゴリノ               | 佐々木優子 | 松本梨香     |            |
| タッグ・ベンソン提督     | ロイド・ブリッジス               | 中村正     | 大木民夫     |            |
| ジェームズ・ブロック副官 | ケヴィン・ダン                   | 玄田哲章   | 辻親八       |            |
| ジム・ホッフェンバック   | ジョン・クライヤー               | 塩沢兼人   | 中尾隆聖     |            |
| ピート・トンプソン       | ウィリアム・オリアリー           | 堀内賢雄   | 古田信幸     |            |
| コワルスキー             | クリスティ・スワンソン           | 深見梨加   | 渡辺美佐     |            |
| ウィルソン               | エフレム・ジンバリスト・ジュニア | 加藤精三   | 阪脩         |            |

- ソフト版：VHS・DVD・BD収録
- テレビ朝日版：初回放送1995年4月23日『日曜洋画劇場』

## スタッフ
- 監督 - ジム・エイブラハムズ
- 製作 - ビル・バダラート
- 製作総指揮 - パット・プロフト
- 脚本 - ジム・エイブラハムズ、パット・プロフト
- 撮影 - ビル・バトラー
- 音楽 - シルヴェスター・リヴェイ

※エンディングクレジットの中でスタッフやキャストの名前が出る中に、ブラウニーケーキやカップケーキの作り方が入っている。

## 関連作品
- トップガン (1986年)
- ダンス・ウィズ・ウルブズ (1990年)
- ナインハーフ (1985年)
- ロッキー (1976年)
- 愛と青春の旅だち (1982年)
- イントルーダー　怒りの翼　(1990年)
- ホット・ショット2 (1993年)